# Jacques Anquetil

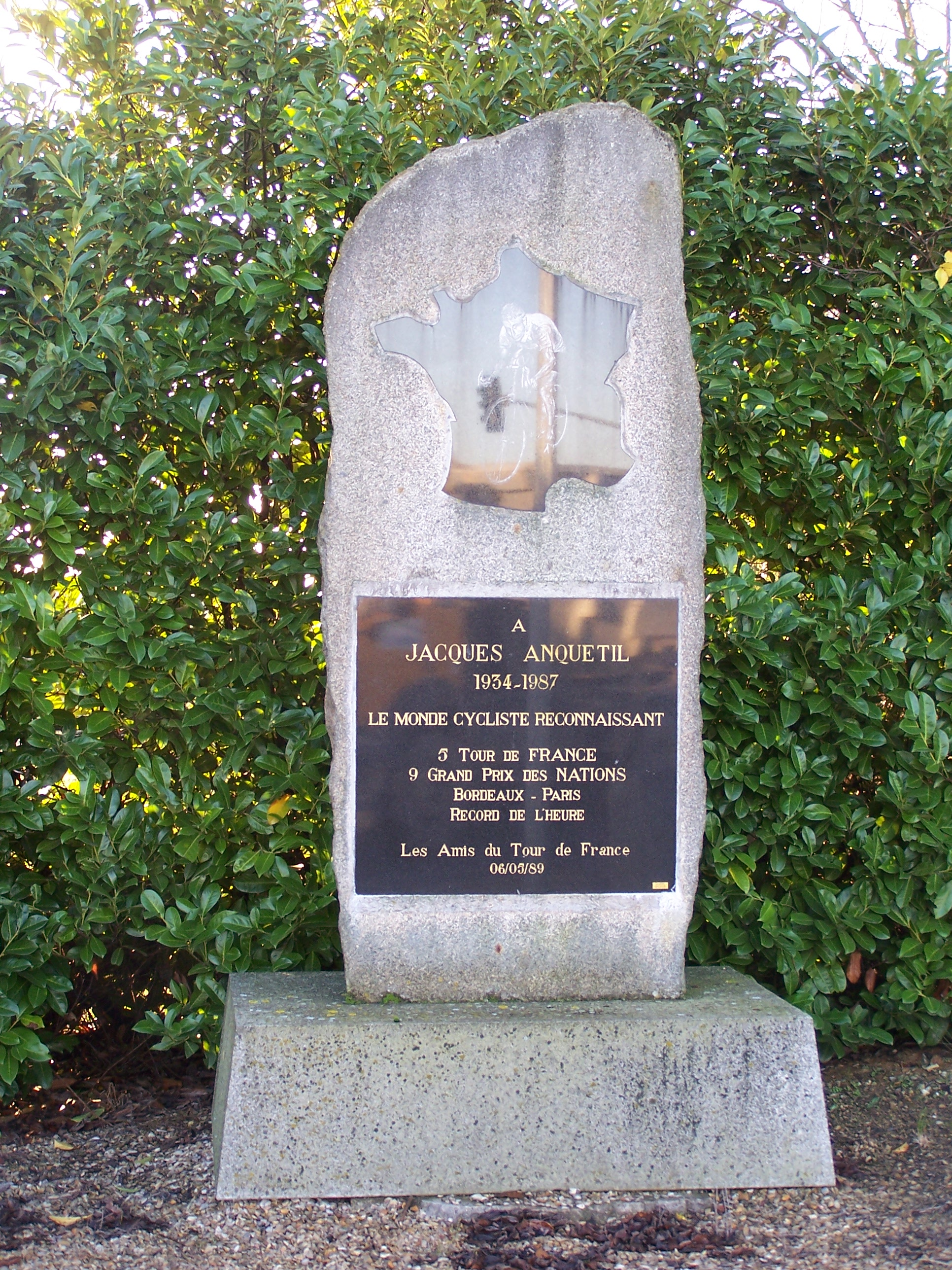
Monumento conmemorativo en Châteaufort

Jacques Anquetil (pronunciado /ʒak ɑ̃k.til/; Mont-Saint-Aignan, Sena Marítimo, 8 de enero de 1934-Ruan, 18 de noviembre de 1987) fue un ciclista francés ganador de ocho Grandes Vueltas, todas ellas entre 1957 y 1964.
Conocido por los apodos Maître Jacques, Monsieur Crono y L'Enfant Roi, fue el primer ciclista en ganar cinco veces el Tour. También consiguió dos Giros y una Vuelta, siendo a su vez el primero en vencer en las tres Grandes Vueltas, en las que logró un total de 23 victorias de etapa (16 etapas en el Tour, seis etapas en el Giro y una etapa en la Vuelta).
Como especialista en las etapas contrarreloj, batió el récord del mundo de la hora en 1956, y se adjudicó nueve veces el Gran Premio de las Naciones.

## Biografía
Hijo de un albañil y de un ama de casa, Anquetil abandonó su oficio de tornero para dedicarse por completo al ciclismo en 1952, año en el que ganó el Campeonato de Normandía y el de Francia en la categoría amateur, así como la medalla de bronce en la prueba de ruta por equipos de los Juegos Olímpicos de Helsinki. En 1953 se convirtió en ciclista semi-profesional, ganando el Gran Premio de las Naciones, título que consiguió en nueve ocasiones, desde 1953 a 1958, y en 1961, 1965 y 1966.
En el año 1956 batió el récord de la hora con una marca de 46,159 km. Se lo arrebató a Fausto Coppi que había mantenido el récord durante 14 años. En ese mismo año fue campeón de Francia de persecución y quedó 2.º en el Campeonato Mundial de Ciclismo en Pista.
En 1957, a los 23 años, ganó su primer Tour de Francia en lo que fue su debut en la carrera. En dicha edición obtuvo 15 minutos de ventaja y se adjudicó cuatro etapas. Su habilidad en las etapas contrarreloj le valió el apodo de Monsieur Crono.
Después de tres años sin victorias en el Tour, lo volvió a ganar en 1961 y de manera ininterrumpida hasta 1964. Fue el primer ciclista en ganarlo en cinco ocasiones y en cuatro veces consecutivas. Al vencer en la Vuelta a España en 1963 se convirtió en el primer corredor en ganar las tres grandes rondas.
No logró ganar el Campeonato Mundial de Ciclismo en Ruta, aunque quedó entre los diez primeros en seis ocasiones. El segundo lugar obtenido en 1966 fue lo más cerca que estuvo de conseguir el maillot arcoíris.
Tras abandonar la competición en 1969, siguió relacionado con el ciclismo en labores de organizador de carreras y de comentarista de radio y televisión. Fue también director del equipo nacional francés.
En 1986 participó en el rally París-Dakar con un Mercedes aunque no logró acabar y en enero de 1987 participó nuevamente en el Rally con un Land Rover, consiguiendo acabar en el puesto 38.
Murió en 1987 como consecuencia de un cáncer de estómago que le había sido diagnosticado cinco meses antes.

## Dominador del Tour

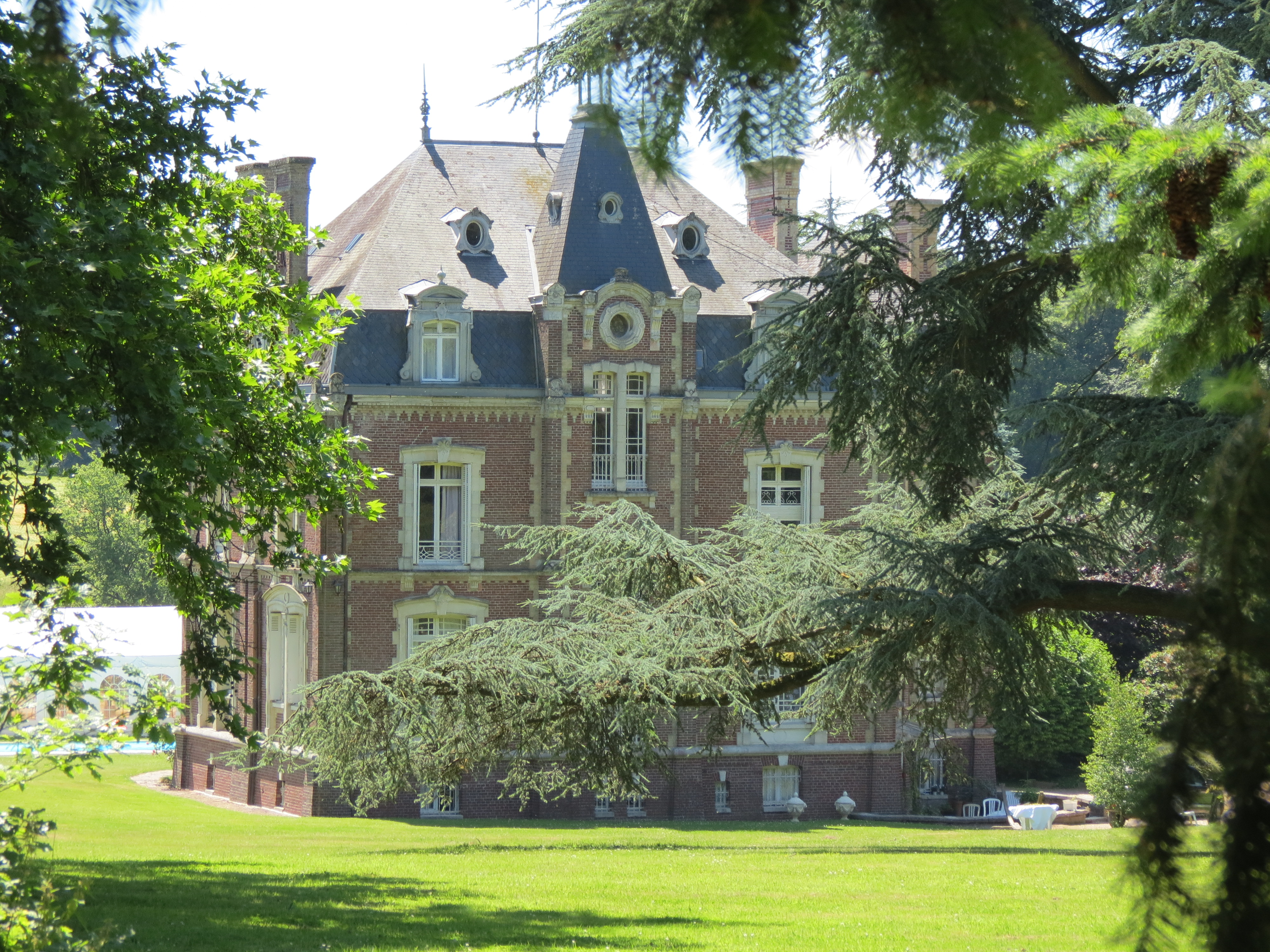
Château Anquetil

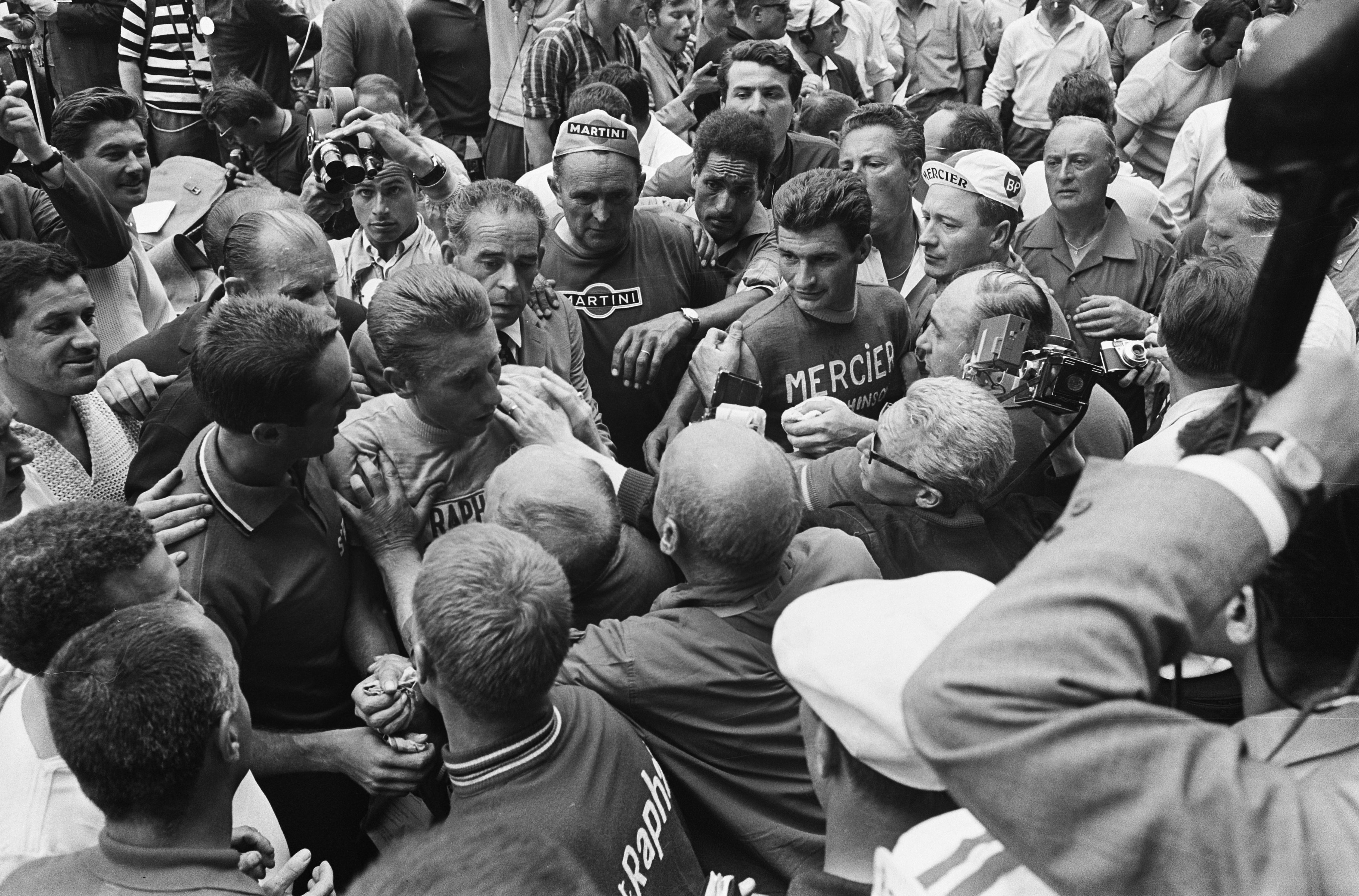
Anquetil y Poulidor en el Tour de 1964

Anquetil, al igual que otros grandes ciclistas con cinco victorias en la ronda francesa, se convirtió en el gran dominador de la carrera, extendiendo su supremacía entre 1957 y 1964. Tomando el relevo de Louison Bobet (ganador en 1953, 1954 y 1955), mantuvo una enconada competencia con rivales como Bahamontes, el luxemburgués Charly Gaul (otro gran escalador como Bahamontes), y sobre todo, con Raymond Poulidor, su pundonoroso compatriota al que el dominio de Anquetil relegó a la categoría de "eterno segundón". Como en el caso de Gino Bartali y Fausto Coppi, cuya rivalidad dividió diez años antes a la sociedad italiana entre partidarios de uno y otro, Anquetil (el avispado negociante hecho a sí mismo) y Pou-Pou (el corajudo corredor vinculado a la Francia rural) protagonizaron encarnizados duelos en las carreteras francesas que, convenientemente resaltados por la prensa deportiva, dividieron al país entre sus seguidores.
En este sentido, el contraste entre los dos ciclistas (tanto en las carreteras como fuera de ellas) no podía ser más patente. Frente a la sobria imagen de Poulidor, Anquetil era un auténtico bon vivant, aficionado al vino de sus viñedos, de forma especial a la cerveza, y sobre todo a la buena mesa (incluyendo manjares como las ostras), placeres de los que no se privaba ni durante las semanas en las que estaba compitiendo. También disfrutaba jugando a las cartas hasta altas horas de la noche con sus compañeros de equipo, y de forma implícita reconoció una práctica habitual dentro del pelotón internacional en aquellos años, como el consumo de anfetaminas. Su vida personal no fue menos atípica: residía en un lujoso chateau histórico que había adquirido en su Normandía natal; mantuvo una relación con su compañera Jeanine y con la hija de esta, Annie (con la que fue padre de una niña, Sophie); y a su vez también tuvo un hijo (Christophe) con la mujer de su hijastro Alain.

## Reconocimientos
- Condecorado en 1965 con la Legión de Honor.[6]
- Fue reconocido como uno de los ciclistas más destacados de todos los tiempos al ser elegido en el año 2002 para formar parte de la Sesión Inaugural del Salón de la Fama de la UCI.[7]

## Palmarés

### Carretera
| 1953 - GP de las Naciones - Gran Premio de Lugano (contrarreloj) - Rouen-Lisieux-Rouen 1954 - GP de las Naciones - Gran Premio de Lugano (contrarreloj) - 1 etapa de la París-Niza 1955 - GP de las Naciones - Gran Premio Martini - 1 etapa del Tour du Sud-Est 1956 - GP de las Naciones - Récord de la hora - Rouen-les-Essarts - Gran Premio Martini - Caen-Caen 1957 - Tour de Francia , más 4 etapas - París-Niza, más 1 etapa - GP de las Naciones - Gran Premio Martini - Gran Premio de Europa 1958 - Cuatro días de Dunkerque, más 1 etapa - GP de las Naciones - Gran Premio de Lugano (contrarreloj) - 1 etapa de la París-Niza - GP Marvan - Gran Premio Martini 1959 - 2 etapas del Giro de Italia - Cuatro días de Dunkerque, más 1 etapa - Gran Premio de Lugano (contrarreloj) - Critérium de As - Gran Premio Martini - 1 etapa de la París-Niza 1960 - Giro de Italia , más 2 etapas - Gran Premio de Lugano (contrarreloj) - Critérium de As - GP Forli - 1 etapa del Tour de Romandía 1961 - Tour de Francia , más 2 etapas - 1 etapa del Giro de Italia - París-Niza, más 1 etapa - Critérium Internacional - GP de las Naciones - Super Prestige Pernod International - Gran Premio de Lugano (contrarreloj) - 1 etapa del Tour de Romandía - GP Forli - Caen-Caen, más 1 etapa | 1962 - Tour de Francia , más 2 etapas - Trofeo Baracchi (con Rudi Altig) - Boucles de l'Aulne - 1 etapa del Tour de Romandía 1963 - Tour de Francia , más 4 etapas - Vuelta a España , más 1 etapa - París-Niza, más 1 etapa - Dauphiné Libéré, más 1 etapa - Critérium Internacional, más 1 etapa - 3.º en el Campeonato de Francia en Ruta - Super Prestige Pernod International - Critérium de As - Circuit d'Auvergne 1964 - Tour de Francia , más 4 etapas - Giro de Italia , más 1 etapa - Gante-Wevelgem - 3.º en el Super Prestige Pernod International - 1 etapa del Critérium Internacional 1965 - París-Niza, más 1 etapa - Dauphiné Libéré, más 3 etapas - Critérium Internacional, más 1 etapa - Burdeos-París - GP de las Naciones - 3.º en el Campeonato de Francia en Ruta - Super Prestige Pernod International - Trofeo Baracchi (con Jean Stablinski) - Gran Premio de Lugano (contrarreloj) - Critérium de As 1966 - París-Niza, más 1 etapa - Lieja-Bastogne-Lieja - 2.º en el Campeonato Mundial en Ruta - GP de las Naciones - Super Prestige Pernod International - Giro de Cerdeña - 1 etapa en la Volta a Cataluña 1967 - Critérium Internacional - Volta a Cataluña , más 1 etapa - Circuit de la Fôret de la Joux 1968 - Trofeo Baracchi (con Felice Gimondi) - Boucles de l'Aulne - Maël-Pestivien 1969 - Vuelta al País Vasco |

### Pista
1955
- Campeonato de Francia de Persecución

1956
- 2.º en el Campeonato Mundial en Pista (persecución individual)
- Campeonato de Francia de Persecución

1957
- Campeonato de Francia de Persecución
- Seis días de París (con André Darrigade y Ferdinando Terruzzi)

1958
- Seis días de París (con André Darrigade y Ferdinando Terruzzi)

## Resultados

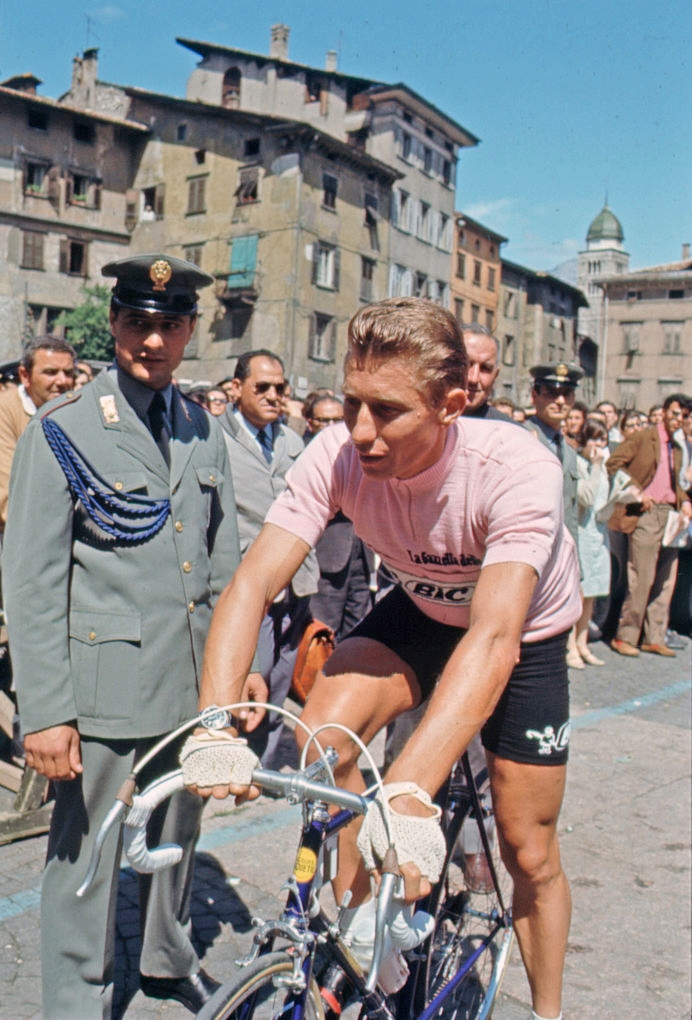
Anquetil con el maillot rosa del Giro de Italia en 1967.

Durante su carrera deportiva consiguió los siguientes puestos en Grandes Vueltas, vueltas menores y carreras de un día:

### Grandes Vueltas
| Carrera | Carrera         | 1952 | 1953 | 1954 | 1955 | 1956 | 1957 | 1958 | 1959 | 1960 | 1961 | 1962 | 1963 | 1964 | 1965 | 1966 | 1967 | 1968 | 1969 |
| ------- | --------------- | ---- | ---- | ---- | ---- | ---- | ---- | ---- | ---- | ---- | ---- | ---- | ---- | ---- | ---- | ---- | ---- | ---- | ---- |
|         | Giro de Italia  | —    | —    | —    | —    | —    | —    | —    | 2.º  | 1.º  | 2.º  | —    | —    | 1.º  | —    | 3.º  | 3.º  | —    | —    |
|         | Tour de Francia | —    | —    | —    | —    | —    | 1.º  | Ab.  | 3.º  | —    | 1.º  | 1.º  | 1.º  | 1.º  | —    | Ab.  | —    | —    | —    |
|         | Vuelta a España | X    | X    | X    | —    | —    | —    | —    | —    | —    | —    | Ab.  | 1.º  | —    | —    | —    | —    | —    | —    |

### Vueltas menores
| Carrera | Carrera                | 1952 | 1953 | 1954 | 1955 | 1956 | 1957 | 1958 | 1959 | 1960 | 1961 | 1962 | 1963 | 1964 | 1965 | 1966 | 1967 | 1968 | 1969 |
| ------- | ---------------------- | ---- | ---- | ---- | ---- | ---- | ---- | ---- | ---- | ---- | ---- | ---- | ---- | ---- | ---- | ---- | ---- | ---- | ---- |
|         | París-Niza             | —    | —    | 7.º  | —    | —    | 1.º  | 10.º | 11.º | —    | 1.º  | —    | 1.º  | 6.º  | 1.º  | 1.º  | 16.º | 10.º | 3.º  |
|         | Volta a Cataluña       | —    | —    | —    | —    | —    | —    | —    | —    | —    | —    | —    | —    | —    | —    | 2.º  | 1.º  | —    | —    |
|         | Vuelta al País Vasco   | X    | X    | X    | X    | X    | X    | X    | X    | X    | X    | X    | X    | X    | X    | X    | X    | X    | 1.º  |
|         | Tour de Romandía       | —    | —    | —    | —    | —    | —    | —    | —    | 8.º  | 10.º | —    | —    | —    | —    | —    | —    | —    | —    |
|         | Critérium del Dauphiné | —    | —    | —    | 13.º | —    | —    | —    | —    | —    | —    | 12.º | 1.º  | —    | 1.º  | —    | X    | X    | 4.º  |

### Clásicas, Campeonatos y JJ. OO.
| Carrera               | Carrera               | 1952 | 1953          | 1954          | 1955          | 1956 | 1957          | 1958          | 1959          | 1960 | 1961          | 1962          | 1963          | 1964 | 1965          | 1966          | 1967          | 1968 | 1969 |
| --------------------- | --------------------- | ---- | ------------- | ------------- | ------------- | ---- | ------------- | ------------- | ------------- | ---- | ------------- | ------------- | ------------- | ---- | ------------- | ------------- | ------------- | ---- | ---- |
| Omloop Het Nieuwsblad | Omloop Het Nieuwsblad | —    | —             | —             | —             | —    | —             | —             | 42.º          | X    | —             | —             | —             | —    | —             | —             | —             | —    | —    |
|                       | Milán-San Remo        | —    | —             | —             | —             | 12.º | 17.º          | 10.º          | —             | 23.º | —             | —             | —             | —    | —             | —             | —             | —    | —    |
| Gante-Wevelgem        | Gante-Wevelgem        | —    | —             | —             | —             | —    | —             | —             | 3.º           | —    | —             | —             | —             | 1.º  | —             | 23.º          | 50.º          | 59.º | —    |
|                       | Tour de Flandes       | —    | —             | —             | —             | —    | —             | —             | —             | 14.º | —             | —             | —             | —    | —             | —             | —             | —    | —    |
|                       | París-Roubaix         | —    | —             | 53.º          | 15.º          | 31.º | 25.º          | 14.º          | 24.º          | 8.º  | 60.º          | 31.º          | —             | —    | 16.º          | —             | —             | —    | —    |
| Flecha Valona         | Flecha Valona         | —    | —             | —             | —             | —    | —             | —             | —             | —    | 6.º           | —             | —             | —    | —             | 13.º          | 29.º          | —    | —    |
|                       | Lieja-Bastoña-Lieja   | —    | —             | —             | —             | —    | —             | —             | —             | —    | —             | —             | —             | —    | —             | 1.º           | —             | 4.º  | —    |
| París-Tours           | París-Tours           | —    | —             | 11.º          | —             | —    | —             | —             | —             | —    | —             | —             | —             | —    | 43.º          | 25.º          | —             | —    | —    |
|                       | Giro de Lombardía     | —    | —             | —             | —             | —    | 23.º          | 12.º          | 21.º          | 34.º | 17.º          | —             | —             | —    | 8.º           | 4.º           | —             | —    | —    |
| JJ. OO. (Ruta)        | JJ. OO. (Ruta)        | 12.º | No se disputó | No se disputó | No se disputó | —    | No se disputó | No se disputó | No se disputó | —    | No se disputó | No se disputó | No se disputó | —    | No se disputó | No se disputó | No se disputó | —    | ND   |
| Mundial en Ruta       | Mundial en Ruta       | —    | —             | 5.º           | 6.º           | —    | 6.º           | Ab.           | 9.º           | 9.º  | 13.º          | 15.º          | 14.º          | 7.º  | Ab.           | 2.º           | —             | 11.º | 40.º |
| Francia en Ruta       | Francia en Ruta       | —    | —             | —             | 5.º           | —    | —             | 8.º           | 13.º          | 8.º  | 4.º           | 12.º          | 3.º           | 13.º | 3.º           | 17.º          | —             | Ab.  | 7.º  |

 —: No participa

Ab.: Abandona

X: Ediciones no celebradas